# Ільчишин Іван Петрович
Іван Петрович Ільчишин (нар. 7 квітня 1978, Дрогобич, Львівська область, УРСР) — український футболіст та футзаліст, нападник, футзальний тренер.

## Кар'єра футболіста
Футбольну кар'єру розпочав 1995 року в «Кристалі» (Чортків).
Кар'єру футзаліста розпочав 1997 року в дрогобицькому «Каменярі». Також у 1999-2000 роках захищав кольори футбольних команд з Дрогобича, «Галичини» та «Нафтовика». У 2001 році дебютував в українській футзальній Екстра-лізі у складі ДСС (Запоріжжя). У 2002 році перейшов до львівської «Енергії». З січня 2004 року півтора року грав у ЛТК (Луганськ). На початку 2006 року повернувся до дрогобицького «Каменяра». У кінці січня 2008 року переїхав до Польщі, де 2 лютого дебютував в АЗС УВ (Варшава). Загалом, як граючий тренер, виступав у цій команді у 9 матчах ліги, відзначився 4 голами. Після вильоту АЗС-у до II ліги перебрався в «Янго» (Катовиці), з яким розпочав підготовку до сезону 2008/09 років. У сезоні 2010/11 років зіграв 17 матчів зіграв за рідний дрогобицький «Каменяр-Термопласт», після чого закінчив футбольну кар’єру.
У 2007 та 2008 роках також виступав у клубі пляжного футболу «Старт» (Іллічівськ).

## Кар'єра тренера
У 2006 році розпочав тренерську роботу, де поєднував функції гравця та тренера в дрогобицького «Каменяра». З 2007 по 2008 рік — граючий головний тренер клубу «Старт» (Іллічівськ). У першій половині 2008 року був граючим тренером у АЗС УВ (Варшава). У серпні 2008 року його запросили до «Янго» (Катовиці), де також був граючим тренером. З липня 2009 року по червень 2010 року керував «П. А. Нова» (Глівіце). Потім очолив аматорський колектив «Галичина» (Дрогобич).